# جوزيف ماكسويل
جوزيف ماكسويل (بالإنجليزية: Joseph Maxwell)‏ هو كاتب أسترالي، ولد في 10 فبراير 1896 في Forest Lodge, New South Wales ‏ في أستراليا، وتوفي في 6 يوليو 1967 في Matraville, New South Wales ‏ في أستراليا بسبب نوبة قلبية.